# Buffer Festival
 (septembre 2018).
Pour les articles homonymes, voir Buffer.
Le Festival Buffer  est un festival international de vidéo numérique organisé chaque année à Toronto, en Ontario. Le Festival, créé en 2013 par Corey Vidal, Corrado Coia, et Samantha Fall de la chaine YouTube ApprenticeA,,, met en lumière le talent de créateurs de vidéos en ligne qui ont fait leurs débuts sur YouTube. Le Festival Buffer est considéré comme la version digitale du Festival international du film de Toronto et serait le premier festival au monde consacré au contenu YouTube.

## Historique

### Débuts
Corey Vidal a eu l’idée de créer le Festival Buffer en 2011, après avoir fréquenté les tapis rouges du Festival international du film de Toronto,,. Il souhaitait offrir une expérience de visionnage de vidéos YouTube en groupe, en affirmant que « cette expérience est offerte aux gens d’Hollywood et de la télévision, et le moment est venu de permettre aux utilisateurs de YouTube de la connaitre également ». « YouTube évolue en direction du professionnalisme, soutient Corrado Coia. Certains youtubeurs produisent des longs métrages sous forme d’épisodes qui rivalisent en qualité avec ceux d’Hollywood. Ces œuvres méritent un traitement approprié - il faut les diffuser dans un beau cinéma ».
En 2012, l’équipe de production ApprenticeA, dirigée par Corey Vidal, a présenté une demande à ideaBOOST, le programme des accélérateurs médias du Centre canadien du film, pour pouvoir créer le Festival Buffer. ApprenticeA comptait parmi les sept équipes qui ont participé à la première édition du programme ideaBOOST en 2012-2013. Dès le début, l’équipe a communiqué avec YouTube et le Festival international du film de Toronto pour leur demander d’être partenaires dans le cadre de l’activité. Selon Corey Vidal, « sans leur appui, ça ne vaut pas la peine de procéder ».
Le 4 septembre 2013, une vidéo YouTube annonçait officiellement le lancement du Festival.

### Festival de 2013
La première édition du Festival Buffer s’est tenue du 8 au 10 novembre 2013 dans le quartier des spectacles de Toronto et les visionnements ont eu lieu à six cinémas, y compris au TIFF Bell Lightbox, au cinéma Banque Scotia Toronto, au studio Glenn Gould, au cinéma Maple Leaf de la tour CN et au cinéma Jane Mallett. Pendant trois jours, les participants ont eu l'occasion de visionner des longs métrages d'environ 90 minutes, soit des compilations de vidéos YouTube et de commentaires de l'animateur,, ainsi que de rencontrer des youtubeurs au Palais des congrès du Toronto métropolitain.
YouTube, TIFF Next Wave, Cineplex, Canon, et Tim Hortons comptaient parmi les partenaires de la première édition du Festival,, qui a accueilli plus de 70 youtubeurs connus pour animer les activités, y compris : Andrew Gunadie, Charlie McDonnell, Chris Pirillo, Craig Benzine, Grace Helbig, Hannah Hart, Jack Douglas, Jenn McAllister, Lilly Singh, Mamrie Hart, Matthieu Santoro, Meghan Tonjes, Michael Aranda, PrankvsPrank, Tay Zonday, La Fine Bros, et Tim Deegan. Plus de 5 000 billets ont été vendus partout dans le monde et environ 2 000 personnes ont participé le jour de l’ouverture.

### Festival de 2014
La deuxième édition du Festival Buffer s’est tenue du 16 au 19 octobre 2014. Le programme ressemblait à celui de l’année précédente et proposait également de nouvelles activités, comme la journée de l’industrie, organisée en collaboration avec le Centre canadien du film. En outre, le Festival a commencé à accepter les propositions de vidéos du grand public.
Les activités se sont tenues au cinéma TIFF Bell Lightbox, au cinéma Banque Scotia Toronto ainsi qu’au Palais des congrès du Toronto métropolitain.
On comptait parmi les invités Andrew Gunadie, Charles Trippy, Charlie McDonnell, Chris Pirillo, Craig Benzine, EpicMealTime, Grace Helbig, Hannah Hart, Jack Douglass, Jenn McAllister, Lilly Singh, Mamrie Hart, Matthieu Santoro, Meghan Tonjes, Michael Aranda, Olan Rogers, PrankvsPrank, Rhett et Link, Shay Carl, Tay Zonday, Toby Turner, The Fine Bros et Tim Deegan.
Plus de 10 000 billets ont été vendus pour l’édition de 2014 du Festival, dont les partenaires étaient YouTube, HTC, the Canadian Broadcasting Company, Doritos, Canon, Blue Ant, Tim Hortons, et Just Eat. De plus, Star Wars a organisé, en collaboration avec Lucasfilm, une projection officielle d’un film à l’intention des fans.

### Festival de 2015
L’édition de 2015 du Festival Buffer s’est tenue du 23 au 25 octobre 2015. Au programme de cette année s’est ajouté la Journée des créateurs, une série d’ateliers permettant à des youtubeurs, à des membres de l’industrie et à des professionnels techniques de donner des conseils à de jeunes créateurs. Les activités de cette édition se sont tenues au Centre des arts St. Lawrence, au théâtre John W. H. Bassett à l’édifice de CBC et à la salle Roy Thomson. Parmi les partenaires de l’édition de 2015 du Festival, on comptait YouTube, LG, CBC, et Canon.

### Festival de 2016
L’édition de 2016 du Festival Buffer s’est tenue du 20 au 23 octobre 2016 au Palais des congrès du Toronto métropolitain et au Centre des arts St. Lawrence. Le programme proposait plusieurs projections, une cérémonie de remise de prix, des tapis rouge, des ateliers et des panels. Plus de cent créateurs y ont présenté des vidéos, y compris l’astronaute Chris Hadfield. Parmi les commanditaires de l’édition de 2016 on comptait Adobe, YouTube Red et le Centre canadien du film.

### Festival de 2017
L’édition de 2017 du Festival Buffer s’est tenue du 28 septembre au 1er octobre 2017 aux cinémas Elgin et Winter Garden à Toronto. Elle a été couronnée d’une soirée de remise des prix, lors de laquelle dix prix ont été décernés pour l’excellence dans les catégories suivantes:
- Cinématographie – Marko et Alex Ayling
- Comédie – Adrian Bliss
- Expérience culturelle – Melanie Murphy
- Diversité – Ari Fitz
- Montage – Ollie Ritchie
- Inspiration – Chantel Houston
- Production – Andrew Huang
- Son – Ciaran O’Brien et Sammy Paul
- Récit – PrankMe (Hazel Hayes)
- Rédaction – Tim Hautekiet et Dominic Fera

## Programme
Le Festival Buffer propose un programme varié :
- Des projections de vidéos YouTube.
- Des rencontres entre participants et youtubeurs.
- Un tapis rouge extérieur avec des occasions d’entrevues et des séances d’autographes.
- Une première cinématographique, soit un visionnement aux places limitées qui permet à des youtubeurs de rendre leurs vidéos publics dans un contexte cinématogtaphique[24].
- La Journée de l’industrie, une conférence qui donne l’occasion aux professionnels de l’industrie (p. ex. entreprises de marques, youtubeurs, réseaux de distribution, professionnels du marketing et du divertissement) qui se servent de YouTube comme outil de distribution ou de marketing d’échanger sur les compétences et les stratégies, et de faire du réseautage.
- La Journée des créateurs, une série d’ateliers visant à conseiller les jeunes créateurs.